# Szczecinki gębowe
Szczecinki gębowe – rodzaj szczecinek występujący na głowie muchówek.
Szczecinki te osadzone są na przedniej, wewnętrznej krawędzi otworu gębowego. Skierowane są ku dołowi.